# As I Lay Dying
As I Lay Dying — американская метал-группа из Сан-Диего (Калифорния).

## История

### Формирование и первые релизы (2000—2004)
Коллектив был образован в начале 2000 года в Сан-Диего экс-гитаристом Society Finest Тимом Ламбезисом, поскольку он начал самостоятельно писать песни и хотел стать барабанщиком в новоиспеченном коллективе. Барабанщик из Тима был никудышный, потому ему пришлось взять в руки микрофон. Он рос на металле и депрессивном панке, поэтому играть именно в этих стилях для него было нормальным, даже, несмотря на то что с годами больше начинал испытывать интерес к творчеству коллективов иного направления, таких как Guns N' Roses и Darkness.
Изначально As I Lay Dying представляли собой дуэт из Ламбезиса и барабанщика Джордано Манчино, начиная с февраля 2001 года. Оба ранее играли в хардкор-панк-группе Point Of Recognition. Вскоре после формирования группа подписала контракт с "Pluto Records" и отправилась в студию для записи дебютного релиза. Несмотря на вливание в коллектив новых лиц, Тим так и остался фронтменом, "зажигая" остальных своей творческой харизмой.
Дебютный альбом Beneath The Encasing Of Ashes, который группа выпустила в июне 2001 года, стал самым продаваемым среди всех релизов выпущенных на "Pluto Records".
As I Lay Dying понимали, что им необходимо расширить состав до 5 человек. По словам Манчино, «мы начали тур и очевидно нам нужно было больше людей, чем было на тот момент». Поскольку Ламбезис и Манчино были единственными постоянными участниками, то состав группы постоянно пополнялся их друзьями и регулярно менялся.
В августе 2002 года As I Lay Dying выпустили совместный сплит с другим коллективом из Сан-Диего - American Tragedy.
В марте 2003 года As I Lay Dying подписали контракт с лейблом Metal Blade, а уже в июле выпустили свой третий релиз - Frail Words Collapse. В то время группе были предложены контракты с рядом более весомых лейблов, но, изучив историю каждого, As I Lay Dying пришли к выводу, что лучшим выбором будет Metal Blade. И именно после выхода Frail Words Collapse коллектив был замечен всеми. Большого успеха на телевидении добились видео на песни «94 Hours» и «Forever», которые активно ротировали на MTV2 и Fuse.
За год As I Lay Dying отыграли совместные туры с Killswitch Engage, In Flames, Shadows Fall, Lamb Of God, Hatebreed, Everytime I Die, The Black Dahlia Murder, Scarlet, Chimaira, Soilwork, Papa Roach, Soul Embrace, Bleeding Through, Sworn Enemy, Danzig, 3 Inches Of Blood, Haste, Zao, Six Feet Under, The Agony Scene и другими группами.
Многие американские металкор-коллективы в своём творчестве отталкивались от шведского дэта, но на звучании As I Lay Dying это отразилось в более значительной степени. Зимой 2004 года группа отправилась в качестве хедлайнеров в Германию, отыграв по дороге несколько концертов в Голландии. Это был первый европейский выезд, а за полугодовой период постоянных туров As I Lay Dying удалось провести дома всего лишь три недели.
После сильной загруженности и напряжённых отношений внутри коллектива Джейсун Кребс (гитара) и Эван Уайт (гитара) покинули состав группы. На их место пришли гитаристы Фил Сгроссо и Ник Хип, а также басист Клинт Норисс. Ушедший Эван Уайт присоединился к Noise Ratchet, где уже играл бывший басист As I Lay Dying Джон Джеймсон.

### Коммерческий успех и последующие релизы (2005—2012)
В 2005 году на лейбле Metal Blade вышел новый альбом под названием "Shadows are Security", заняв по выходе 35-е место в чарте Биллборда. Первым хитом с нового альбома стал «Through Struggle», получивший широкую ротацию. В поддержку нового релиза As I Lay Dying совершили тур по Соединённым Штатам вместе с Norma Jean, Madball и Life Once Lost. Затем As I Lay Dying выступили в Японии вместе с Shadows Fall и Every Time I Die, а летом их пригласили хедлайнерами на христианский фест Cornerstone 2005-го. Но главным событием для группы стало официальное приглашение на Ozzfest 2005, где выступали Megadeth, Iron Maiden, Rob Zombie и множество других, включая и самого виновника торжества Оззи Осборна. Британский журнал Kerrang назвал As I Lay Dying лучшей группой из всех присутствовавших на том фестивале. Тем временем Тим в содружестве с Pluto records образовал свой собственный лейбл Clockwork Recordings.
Осенью 2005-го группа отправилась в тур Hell on Earth вместе с Heaven Shall Burn, Evergreen Terrace, Agents of Man, End of Days и Neaera. Примерно в это же время они получили премию San Diego Music Awards в категории «Группа года».
К зиме 2005-го As I Lay Dying отправились во второй раз в Германию, где часть тура прошла со Slipknot, а позже группа делила сцену с Deftones, Thrice, Atreyu, Story of the Year, Dredg и другими.
В 2006-м группу пригласили на правах хедлайнеров участвовать в туре Sound and Underground, который прошёл по Штатам и Канаде. В туре, помимо As I Lay Dying, принимали участие In Flames, Cannibal Corpse, Trivium, Terror, Gwar, The Black Dahlia Murder, Behemoth, The Chariot и Through the Eyes of the Dead.
Перебравшись на лейбл Sworn Enemy Records, As I Lay Dying записали альбом An Ocean Between Us, выход которого намечен на август 2007-го.
20 августа 2008 года музыканты дали концерт в Москве в клубе «Точка», который с трудом смог вместить всех зрителей.
В марте группа анонсировала новый альбом под названием The Powerless Rise. Дата североамериканского релиза была назначена на 11 мая 2010 года. В соответствии с ранее объявленными планами альбом в США вышел 11 мая 2010 года. В Европе альбом стартовал 7 мая на лейбле Metal Blade.
25 сентября 2012 года группа выпустила шестой альбом, получивший название Awakened.

### Судебное дело Ламбезиса и приостановка деятельности группы (2013—2016)
В мае 2013 года Тим Ламбезис был задержан по обвинению в подготовке убийства своей жены. О преступных намерениях Ламбезис сказал своему тренеру, а тот в свою очередь передал эту информацию полиции.
Из-за ареста фронтмена группы, все концертные туры As I Lay Dying были отменены, в том числе и концерты в России.
17 сентября 2013 года Тим Ламбезис впервые предстал перед судом по подозрению в попытке нанять киллера для убийства своей жены. На предварительном слушании было принято решение передать дело на дальнейшее рассмотрение в суд и отпустить Т.Ламбезиса под залог в 3 млн долларов Адвокат Ламбезиса утверждает, что его подопечный пошёл на преступление из-за употребления стероидов. В феврале 2014 Ламбезис сознался в намерении убить свою супругу. Музыкант заявил, что мотивом к преступлению было обязательство выплачивать 60 % заработка жене в качестве алиментов. 16 мая 2014 года Ламбезис был приговорен к 6 годам лишения свободы, с учётом 48 дней, проведенных в заключении до выплаты залога и изменения меры пресечения на домашний арест. К этому моменту группу покинули все участники, за исключением барабанщика Джордана Манчино. Ламбезис и Манчино, также владеющий частью прав на группу, решили заморозить проект на неопределенный срок. Ушедшие участники вместе с Манчино образовали группу Wovenwar.

### Возобновление активности (2016—2019)
Ламбезис был досрочно освобождён в декабре 2016 года. В 2017 году 19 июня на Facebook группы был выложен пост с единственным содержащимся словом в нём, «Activity», намекающий на возможное возвращение группы. 2 сентября Metal Injection сообщили, что Ламбезис работает над новой музыкой и планирует выпустить её под брендом As I Lay Dying. Первоначальная информация сообщала, что ни один из прежних членов группы, включая Манчино, не вернётся, делая таким образом Ламбезиса единственным оригинальным участником группы с 2000 года.
1 июня 2018 года на официальной странице группы в Facebook появился тизер клипа с отрывком новой песни. As I Lay Dying собрались в том же составе, в котором они приостановили деятельность в 2014 году.
8 июня 2018 года вышла песня «My Own Grave» и видеоклип на неё.
5 апреля 2019 года группа анонсировала большой осенний европейский тур, совместно с Chelsea Grin, Unearth.
11 апреля вышла песня «Redefined» и видеоклип на неё.
20 сентября 2019 года вышел 7-й полноформатный альбом Shaped By Fire.

### Европейский лейбл и возвращение в хэдлайнеры метал-сцены (2019—2021)
Сразу после выхода Sharped by Fire на немецком Nuclear Blast Records стартовал большой тур по странам Европы в поддержку релиза, с sold out концертами в Москве, Санкт-Петербурге, Стокгольме, Будапеште. Впоследствии также были проданы все билеты на шоу в Германии.
Европейские шоу оказались очень коммерчески успешными для группы, во время их путешествия по Европейскому союзу альбом поднялся в топ-10 Metal и Rock чартов Германии, Великобритании, США и держался в нём всю осень 19-го года. Также альбом попал в US Billboard 200 на 50-е место. Далее группа отправилась в тур по азиатским странам, Индии. Презентация пластинки закончилась туром по США совместно с After the Burial и Emmure.
Во время гастролей был отснят мини-фильм в формате влога о концертах, подготовке к ним и комментариями участников группы, в частности, о концерте в Москве. Все серии доступны на канале группы в Youtube.

#### Эпидемия COVID-19
Запланированные на весну, лето и осень 2020 года концерты в Европе, США были перенесены на 2021 год из-за эпидемии COVID-19 в мире.
27-го марта 2020 г., в разгар пандемии коронавируса, вышел сингл «Destruction Or Strength». К синглу группа прикрепила следующее сообщение:
"Это беспрецедентные времена. В условиях неопределенности относительно того, как долго продлится пандемия COVID-19 и насколько серьёзными будут её последствия, бесчисленное количество людей отчаянно борются с этим «штормом». Стремясь внести позитивный вклад в развитие наших сообществ и самых близких нам людей, мы выпускаем неизданный трек из наших сессий альбома Shaped By Fire под названием «Destruction or Strength». Он будет доступен на всех стриминговых сервисах и в цифровых магазинах, в том числе Bandcamp в качестве загрузки по схеме «Заплати сколько хочешь».
В 2021 году запланирован масштабный хэдлайн-тур по штатам, а также участие в самых крупных метал-фестивалях Евросоюза, таких как Wacken, Summerblast, Impericon и др.

### Смена состава
15 августа 2020 года появилась информация, что гитарист Ник Хипа покинул коллектив. Ламбезис не подтвердил, но и не опроверг это. Через год, Хипа подтвердил свой уход из группы.
16 мая 2022 года стало известно, что басист и вокалист Джош Гилберт покинул коллектив.
9 июня барабанщик Джордан Манчино сообщил, что не примет участие в ближайших концертных выступлениях группы до разрешения некоторых разногласий с группой. В состоявшемся туре ушедших музыкантов заменили басист и вокалист Miss May I Райан Нефф и бывший барабанщик Unearth Ник Пирс. Позже они стали постоянными участниками группы.
22 мая 2024 года на лейбле Napalm Records вышел сингл Burden. Одновременно с ним вышел видеоклип на YouTube канале лейбла.
25 октября 2024 года накануне выхода нового альбома и анонсированного тура стало известно, что все трое новых музыкантов почти одновременно ушли из коллектива по собственным причинам, вследствие чего анонсированный тур 2024-2025 был отменен.

31 октября 2024 Фил Сгроссо, гитарист As I Lay Dying с 2003 года, покинул коллектив. Заявление об уходе он опубликовал в своем Instagram профиле.
«AS I LAY DYING больше нет. Группа не предлагает здоровую и безопасную среду для всех участников – творческих, личных или профессиональных. После того, как я стал свидетелем некоторых вызывающих беспокойство моделей поведения, я понял, что больше не могу с чистой совестью способствовать дальнейшему развитию коллектива» <...>

4 ноября 2024 года Ламбезис опубликовал обращение; согласившись со сказанным, он добавил: 
«Я могу твердо придерживаться своего видения будущего AILD, даже когда другие думают, что оно должно пойти в другом направлении — мне грустно думать о поведении, общении и модели взаимодействия, которые привели к отмене тура — я полностью поддерживаю каждого из ребят в решении уйти и считаю, что в данный момент так будет лучше для всех. При этом, я всегда буду открыт для обсуждения чего угодно напрямую, поскольку считаю, что отсутствие коммуникации само по себе приводит ко многим предположениям и проблемам». 
Восьмой студийный альбом Through Storms Ahead вышел 15 ноября 2024 года.

## Состав группы
Текущий состав
- Тим Ламбезис — экстрим-вокал, иногда чистый вокал (2000—2014, 2017—настоящее время), клавишные (2000—2003)

Бывшие участники
- Ноа Чейз — бас-гитара (2001)
- Эван Уайт — соло-гитара (2001—2003), бас-гитара (2001)
- Томми Гарсия — бас-гитара, ритм-гитара, бэк-вокал (2001—2003; сессионный участник 2003—2010)
- Джейсон Кребс — ритм-гитара (2002—2003)
- Аарон Кеннеди — бас-гитара (2003)
- Клинт Норрис — бас-гитара, чистый вокал (2003—2006)
- Ник Хипа — соло-гитара, бэк-вокал (2004—2014, 2018—2020)
- Джош Гилберт — бас-гитара, чистый вокал (2007—2014, 2018—2022)
- Джордан Манчино — ударные (2000—2014, 2018—2022)
- Кен Сьюзи — соло-гитара (2022—2024)
- Райан Нефф — бас-гитара, чистый вокал (2022—2024)
- Ник Пирс — ударные (2022—2024)
- Фил Сгроссо — ритм-гитара, бэк-вокал, клавишные (2003—2014, 2018—2024)

Гастрольные участники
- Чед Акерман — ритм-гитара (2001—2002), бэк-вокал (сессионно, 2007)
- Брэндон Хэйс — бас-гитара (сессионный участник 2002—2003)
- Дэвид Артур — чистый вокал (2005)
- Дуэйн Рид — бэк-вокал (2007)
- Джастин Фоули — ударные (2009)[35]
- Джоуи Брэдфорд — бэк-вокал (2012)

## Дискография
- «Beneath the Encasing of Ashes» (2001)
- «Frail Words Collapse» (2003)
- «Shadows Are Security» (2005)
- «An Ocean Between Us» (2007)
- «The Powerless Rise» (2010)
- «Awakened» (2012)
- «Shaped by Fire» (2019)
- «Through Storms Ahead» (2024)

## Видеография
- «94 Hours» (Frail Words Collapse) − 2003[36]
- «Forever (Live)» (Frail Words Collapse) − 2003[37]
- «Confined» (Shadows Are Security) − 2005[38]
- «The Darkest Nights» (Shadows Are Security) − 2005[39]
- «Through Struggle» (Shadows Are Security) − 2005[40]
- «Nothing Left» (An Ocean Between Us) − 2007[41]
- «The Sound of Truth» (An Ocean Between Us) − 2007[42]
- «Within Destruction» (An Ocean Between Us) − 2007[43]
- «I Never Wanted (Live)» (An Ocean Between Us) − 2007
- «Parallels» (The Powerless Rise) − 2010[44]
- «Anodyne Sea» (The Powerless Rise) − 2010[45][46]
- «Electric Eye» (Decas) — 2011[47][48]
- «A Greater Foundation» (Awakened) — 2012[49]
- «My Own Grave» (Shaped by Fire) — 2018[29]
- «Redefined» (Shaped by Fire) — 2019[30]
- «Shaped by Fire» (Shaped by Fire) — 2019
- «Blinded» (Shaped by Fire) — 2019
- «Torn Between» (Shaped by Fire) — 2020
- «Burden» — 2024[50]